# So Long 想 Long
「So Long 想 Long」（ソウロング ソウロング）は、H2Oの8枚目のシングル。1984年11月11日発売。発売元はKitty Records（現・ユニバーサルミュージック）。

## 解説
1985年に解散する前のラスト・シングルとなった。

## 収録曲
- 全編曲:星勝

1. So Long 想 Long
作詞:阿久悠、作曲：赤塩正樹
2. サマードリーム
作詞:秋元康、作曲：中沢堅司